# Linda Moes
Linda Moes (Veendam, 24 september 1971) is een voormalig  topzwemster op de schoolslag, die namens Nederland eenmaal deelnam aan de Olympische Spelen: Seoel 1988.
In de Zuid-Koreaanse hoofdstad slaagde Moes er niet in een finaleplaats af te dwingen op een van haar twee persoonlijke nummers, de 100 en de 200 meter schoolslag. De Groningse, lid van zwemvereniging Eemsrobben uit Delfzijl, eindigde op respectievelijk de zeventiende (1.11,87) en de elfde (2.30,83) plaats. Met de estafetteploeg op de 4x100 meter wisselslag daarentegen bereikte Moes wel de finale in Seoel, waar het kwartet – met verder Jolanda de Rover (rugslag), Conny van Bentum (vlinderslag) en Karin Brienesse (vrije slag) – uiteindelijk net naast het podium belandde: vijfde plaats (4.12,19).
In 1989 stapte Linda over naar zwemclub Bubble uit Veendam. In 1990 sloot ze zich aan bij de wedstrijdzwemclub Startgemeenschap Groningen. In 1992, aan de vooravond van de Olympische Spelen in Barcelona, zag Moes op het allerlaatste moment af van deelname. Ze was geselecteerd voor de 4x100 meter wisselslag. Haar plaats in de ploeg van bondscoach Ton van Klooster werd ingenomen door Kira Bulten.